# أسس نظرية لعلم النفس التطوري
الأسس النظرية لعلم النفس التطوري هي النظريات العلمية العامة والخاصة التي تفسر الأصول النهائية للسمات النفسية من منظور التطور. نشأت هذه النظريات مع عمل تشارلز داروين، بما في ذلك تكهناته حول الأصول التطورية للغرائز الاجتماعية عند البشر. ومع ذلك، فإن علم النفس التطوري الحديث ممكن فقط بفضل التقدم في نظرية التطور في القرن العشرين.
يقول علماء النفس التطوري أن الانتخاب الطبيعي قد زود البشر بالعديد من التكيفات النفسية، بنفس الطريقة التي ولد بها التكيفات التشريحية والفسيولوجية للإنسان. وكما هو الحال مع التكيفات بشكل عام، يقال أن التكيفات النفسية متخصصة للبيئة التي تطور فيها الكائن الحي، بيئة التكيف التطوري، أو EEA. يوفر الانتخاب الجنسي للكائنات الحية تكيفات مرتبطة بالتزاوج. بالنسبة للذكور الثدييات، الذين لديهم معدل تكاثر سريع نسبيًا، يؤدي الانتخاب الجنسي إلى تكيفات تساعدهم على التنافس على الإناث. بالنسبة للإناث الثدييات، بمعدل تكاثر بطيء نسبيًا، يؤدي الانتخاب الجنسي إلى الانتقائية، مما يساعد الإناث على اختيار أزواج أعلى جودة. وصف تشارلز داروين كل من الانتخاب الطبيعي والانتخاب الجنسي، لكنه اعتمد على الانتخاب الجماعي لتفسير تطور السلوك التضحية بالنفس. الانتخاب الجماعي هو تفسير ضعيف لأن أي مجموعة من الحيوانات الأقل تضحية بالنفس ستكون أكثر عرضة للبقاء على قيد الحياة وستصبح المجموعة أقل تضحية بالنفس.
في عام 1964، اقترح دابليو دي هاملتون نظرية التلاؤم الشامل، مع التركيز على وجهة نظر "عين الجين" للتطور. لاحظ هاميلتون أن الأفراد يمكنهم زيادة تكرار جيناتهم في الجيل التالي من خلال مساعدة الأقارب المقربين الذين يشتركون معهم في الجينات على البقاء والتكاثر. وفقًا لـ "قاعدة هاميلتون"، يمكن أن يتطور سلوك التضحية بالنفس إذا ساعد الأقارب المقربين كثيرًا بحيث يعوض أكثر من تضحية الحيوان الفردي. حلت نظرية اللياقة الشاملة مشكلة كيفية تطور "الإيثار". تساعد نظريات أخرى أيضًا في تفسير تطور السلوك الإيثاري، بما في ذلك نظرية اللعبة التطورية، والتبادلية بالمثل، والتبادلية العامة. لا تساعد هذه النظريات فقط في تفسير تطور السلوك الإيثاري، ولكنها أيضًا تفسر العداء تجاه الغشاشين (الأفراد الذين يستغلون إيثار الآخرين).
تُعلم العديد من النظريات التطورية متوسطة المستوى علم النفس التطوري. تقترح نظرية الانتقاء آر/كيه أن بعض الأنواع تزدهر من خلال إنجاب العديد من النسل، بينما يتبع البعض الآخر استراتيجية إنجاب عدد أقل من النسل ولكن الاستثمار أكثر بكثير في كل واحد منهم. يتبع البشر الاستراتيجية الثانية. تفسر نظرية الاستثمار الأبوي كيف يستثمر الآباء أكثر أو أقل في كل نسل بناءً على احتمالية نجاح هؤلاء النسل، وبالتالي مقدار تحسينهم للياقة الشاملة للوالدين. وفقًا لفرضية تريفرس-ويلارد، يميل الآباء في الظروف الجيدة إلى الاستثمار أكثر في الأبناء (الذين هم أفضل من يستفيدون من الظروف الجيدة)، بينما يميل الآباء في الظروف السيئة إلى الاستثمار أكثر في البنات (اللواتي يمكنهن أفضل من إنجاب أطفال ناجحين حتى في الظروف السيئة). وفقًا لنظرية تاريخ الحياة، تتطور الحيوانات لتطابق بيئاتها، وتحديد تفاصيل مثل العمر عند التكاثر الأول وعدد النسل. تفترض نظرية الوراثة المزدوجة أن الجينات والثقافة البشرية تتفاعلان، حيث تؤثر الجينات على تطور الثقافة والثقافة، بدورها، تؤثر على التطور البشري على المستوى الجيني (انظر أيضًا ظاهرة بالدوين).
هاجم النقاد علم النفس التطوري أحيانًا بتحدي الأسس النظرية له، قائلين إن البشر لم يطوروا أبدًا غرائز اجتماعية قوية من خلال الانتخاب الطبيعي وأن فرضيات علماء النفس التطوري ليست سوى قصص عادلة.

## نظرية التطور العامة
يستخدم علم النفس التطوري بشكل رئيسي نظريات الانتخاب الطبيعي والانتخاب الجنسي واللياقة الشاملة لشرح تطور التكيفات النفسية. لا يُنظر إلى علم النفس التطوري في بعض الأحيان كمجرد تخصص فرعي في علم النفس، بل كإطار ميتا نظري يمكن من خلاله فحص مجال علم النفس بأكمله.

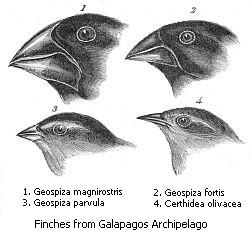
رسوم داروين التوضيحية لتباين المنقار في العصافير في جزر غالاباغوس.

### الإصطفاء الطبيعي
يعتبر علماء النفس التطوري نظرية تشارلز داروين في الانتخاب الطبيعي مهمة لفهم علم النفس. يحدث الانتخاب الطبيعي لأن الكائنات الحية الفردية التي تكون ملائمة وراثيًا للبيئة الحالية تترك المزيد من النسل، وتنتشر جيناتهم في السكان، مما يفسر سبب ملاءمة الكائنات الحية لبيئاتهم بشكل وثيق. هذه العملية بطيئة وتراكمية، مع طبقات من الصفات الجديدة فوق الصفات القديمة. تُعرف المزايا التي يخلقها الانتخاب الطبيعي بالتكيفات. يقول علماء النفس التطوري إن الحيوانات، تمامًا كما تتطور التكيفات الجسدية، تتطور أيضًا التكيفات النفسية.
يؤكد علماء النفس التطوري أن الانتخاب الطبيعي يولد في الغالب تكيفات متخصصة، وهي أكثر كفاءة من التكيفات العامة. يشيرون إلى أن الانتخاب الطبيعي يعمل ببطء، وأن التكيفات قد تكون قديمة في بعض الأحيان عندما تتغير البيئة بسرعة. في حالة البشر، يقول علماء النفس التطوري إن الكثير من الطبيعة البشرية قد تشكلت خلال العصر الحجري وقد لا تتطابق مع البيئة المعاصرة.

### الانتقاء الجنسي
يُفضّل الانتقاء الجنسي السمات التي توفر مزايا في التزاوج، مثل ذيل الطاووس، حتى لو كانت هذه السمات نفسها عوائق عادةً. يشير علماء النفس التطوريون إلى أنه، على عكس الانتقاء الطبيعي، يؤدي الانتقاء الجنسي عادةً إلى تطور الاختلافات بين الجنسين. الاختلافات الجنسية تجعل عادةً التكاثر أسرع لجنس واحد وأبطأ للآخر، وفي هذه الحالة يكون شركاء التزاوج نادرين نسبيًا بالنسبة للجنس الأسرع. يفضل الانتقاء الجنسي السمات التي تزيد من عدد شركاء التزاوج للجنس السريع وجودة شركاء التزاوج للجنس البطيء. بالنسبة للثدييات، الأنثى لديها معدل تكاثر أبطأ. يتطور الذكور عادةً إما سمات لمساعدتهم على قتال الذكور الآخرين أو سمات لإقناع الإناث. تتطور الإناث عادةً قدرات أكبر على تمييز صفات الذكور، مثل الانتقائية في التزاوج.

### التلاؤم الشامل
تُركّز نظرية التلاؤم الشامل، التي اقترحها ويليام دي هاميلتون، على وجهة نظر "عين الجين" للتطور. لاحظ هاميلتون أن ما يختاره التطور في النهاية هي الجينات، وليس المجموعات أو الأنواع. من هذا المنظور، يمكن للأفراد زيادة تكرار جيناتهم في الجيل التالي ليس فقط بشكل مباشر من خلال التكاثر، ولكن أيضًا بشكل غير مباشر من خلال مساعدة الأقارب المقربين الذين يشتركون معهم في الجينات على البقاء والتكاثر. تعتبر نظرية التطور العامة، في شكلها الحديث، في الأساس نظرية التلاؤم الشامل.
حلت نظرية التلاؤم الشامل مشكلة كيفية تطور "الإيثار". كان الرأي السائد قبل هاميلتون هو أن الإيثار تطور عن طريق الاصطفاء الزمري: فكرة أن الإيثار تطور لصالح المجموعة. كانت المشكلة في ذلك هي أنه إذا تكبد كائن حي واحد في مجموعة أي تكلفة التلاؤم على نفسه لصالح الآخرين في المجموعة (أي تصرف "إيثارياً")، فإن ذلك الكائن الحي سيقلل من قدرته الخاصة على البقاء على قيد الحياة و/ أو التكاثر، وبالتالي تقليل فرصته في نقل صفاته الإيثارية.

علاوة على ذلك، فإن الكائن الحي الذي استفاد من هذا الفعل الإيثاري ولم يتصرف إلا لصالح التلاؤم الخاص سيزيد من فرصته الخاصة في البقاء على قيد الحياة و/أو التكاثر، وبالتالي زيادة فرصته في نقل صفاته "الأنانية". حل التلاؤم الشامل "مشكلة الإيثار" من خلال إثبات أن الإيثار يمكن أن يتطور عن طريق الانتقاء الأقرب كما هو معبر عنه في قاعدة هاميلتون:
التكلفة < الصلة × المنفعة
بعبارة أخرى، يمكن أن يتطور الإيثار طالما أن تكلفة التلاؤم للفعل الإيثاري من جانب الفاعل أقل من درجة الصلة الوراثية للمستلم مضروبة في منفعة التلاؤم لذلك المستلم. يعكس هذا المنظور ما يُشار إليه بالوجهة نظر الجينية للتطور ويوضح أن الانتقاء الجماعي قوة انتقائية ضعيفة جدًا.

### الأسس النظرية
| مستوى النظام                                          | المشكلة | المؤلف                                                               | الأفكار الأساسية | مثال على التكيف |
| ----------------------------------------------------- | --- | -------------------------------------------------------------------- | --- | --- |
| الفردية                                               | كيف ننجو؟ | تشارلز داروين (1859)، (1872)                                         | الانتخاب الطبيعي (أو "انتخاب البقاء") تتكون أجسام وعقول الكائنات الحية من تكيفات تطورت لتمكن الكائن الحي من البقاء في بيئة معينة (على سبيل المثال ، فرو الدببة القطبية ، العين ، تفضيلات الطعام ، إلخ). | العظام، الجلد، الرؤية، إدراك الألم، إلخ. |
| ثنائي                                                 | كيف تجذب شريكًا أو تتنافس مع أفراد من جنسك للحصول على شريك من الجنس الآخر؟                                                      | تشارلز داروين (1871)                                                 | اختيار الجنس يمكن أن تتطور الكائنات الحية صفات جسدية وعقلية مصممة خصيصًا لجذب الأزواج (مثل ذيل الطاووس) أو للتنافس مع أفراد الجنس نفسه من أجل الوصول إلى الجنس الآخر (مثل القرون). | ذيل الطاووس والقرن وسلوك التودد. |
| العائلة والأقارب                                      | التكاثر الجيني غير المباشر عبر الأقارب. كيف نساعد أولئك الذين نتشارك معهم الجينات على البقاء والتكاثر؟                         | دابليو دي هاملتون (1964)                                             | التلاؤم الشامل (أو "منظور الجين" ، "الانتقاء الجنسي") / تطور التكاثر الجنسي يحدث الانتقاء بقوة أكبر على مستوى الجين وليس الفرد أو المجموعة أو النوع. وبالتالي يمكن أن يكون النجاح الإنجابي غير مباشر، عن طريق الجينات المشتركة في الأقارب. وبالتالي فإن أن تكون منصفًا تجاه الأقارب يمكن أن يكون له مكاسب وراثية. (انظر أيضًا التطور من المفهوم الجيني) أيضًا، جادل هاميلتون بأن التكاثر الجنسي تطور في المقام الأول كدفاع ضد مسببات الأمراض (البكتيريا والفيروسات) "لمزج الجينات" لخلق تنوع أكبر، خاصة التباين المناعي، في النسل. | الإيثار تجاه الأقارب، الاستثمار الأبوي، سلوك الحشرات الاجتماعية ذات العمال العقيمين (مثل النمل). |
| الأقارب والعائلة                                      | كيف تُخصص الموارد على أفضل وجه في سياقات التزاوج و/أو التربية لتعظيم التلاؤم الشامل؟                                            | روبرت تريفيرس (1972)                                                 | نظرية الاستثمار الأبوي/الصراع الأبوي-الذرّي/ القيمة الإنجابية غالبًا ما يكون لدى الجنسين استراتيجيات متضاربة بشأن مقدار الاستثمار في النسل، وعدد النسل الذي يجب أن يكون لديهم. يخصص الآباء المزيد من الموارد لأبنائهم ذوي القيمة الإنجابية الأعلى (على سبيل المثال، "الأم دائمًا ما تحبّك أكثر"). قد يكون للآباء والأبناء مصالح متضاربة (على سبيل المثال، متى يُفطم، وتخصيص الموارد بين الأبناء، وما إلى ذلك). | التكيفات الشكلية الجنسية التي تؤدي إلى "معركة الجنسين"، والميول الأبوية، وتوقيت التكاثر، والصراع بين الوالدين والذرية، والتنافس بين الأشقاء، وما إلى ذلك.                                                                             |
| مجموعة صغيرة من غير الأقارب                           | كيف تنجح في التفاعلات التنافسية مع غير الأقارب؟ كيف تختار أفضل استراتيجية بالنظر إلى الاستراتيجيات المستخدمة من قبل المنافسين؟ | نيومان ومورغينسترن (1944)؛ جون سميث (1982)                           | نظرية الألعاب/ نظرية الألعاب التطورية تتكيف الكائنات الحية أو تستجيب للمنافسين اعتمادًا على الاستراتيجيات التي يستخدمها المنافسون. تُقيم الاستراتيجيات من خلال المكاسب المحتملة للبدائل. في مجموعة سكانية، يؤدي هذا عادةً إلى "استراتيجية مستقرة تطورياً" أو "اتزان مستقر تطورياً" - وهي استراتيجيات لا يمكن تحسينها في المتوسط باستراتيجيات بديلة. | التكيفات الاختيارية أو التابعة للتردد. أمثلة: الصقور مقابل الحمام، التعاون مقابل الخيانة، المغازلة السريعة مقابل المغازلة البطيئة، إلخ.                                                                                               |
| مجموعة صغيرة من غير الأقارب                           | كيف نحافظ على علاقات متبادلة المنفعة مع غير الأقارب في التفاعلات المتكررة؟                                                     | روبرت تريفيرس (1971)                                                 | "واحدة بواحدة"المعاملة بالمثل إستراتيجية لعبة محددة (انظر أعلاه) ثبت أنها مثالية لتحقيق توازن مستقر تطوري في حالات التفاعلات الاجتماعية المتكررة. يلعب المرء بشكل لطيف مع غير الأقارب إذا حُفظ على علاقة متبادلة مفيدة للطرفين عبر تفاعلات متعددة، بينما يُعاقب الغشاش. | كشف الغش، عواطف الانتقام والذنب، إلخ. |
| مجموعات كبيرة من غير الأقارب تحكمها القواعد والقوانين | كيف يمكن الحفاظ على علاقات متبادلة المنفعة مع الغرباء الذين قد نتفاعل معهم مرة واحدة فقط؟                                      | هربرت جينتس (2000، 2003) وغيره                                       | التبادلية العامة (تُسمى أيضًا "التبادلية القوية"). يمكن للفرد أن يتصرف بلطف مع غرباء ليسوا من أقاربه حتى في التفاعلات الفردية إذا حُفظ على القواعد الاجتماعية ضد الغش من قِبل أطراف ثالثة محايدة (مثل الأفراد الآخرين، والحكومات، والمؤسسات، وما إلى ذلك)، وتتعاون غالبية أعضاء المجموعة من خلال الالتزام العام بالقواعد الاجتماعية، وتخلق التفاعلات الاجتماعية لعبة ذات مجموع موجب (أي، "فطيرة" أكبر بشكل عام تنتج عن تعاون المجموعة). قد تكون التبادلية المعممة مجموعة من التكيفات التي صُممت للتماسك داخل المجموعات الصغيرة خلال أوقات الحروب القبلية الشديدة مع المجموعات الخارجية. اليوم، قد تنجم القدرة على أن تكون إيثاريًا تجاه غرباء من داخل المجموعة عن تعميم صدفة (أو "عدم تطابق") بين العيش القبلي الأسلاف في مجموعات صغيرة والمجتمعات الكبيرة اليوم التي تنطوي على العديد من التفاعلات الفردية مع الغرباء. (الجانب المظلم من التبادلية المعممة قد يكون أن هذه التكيفات قد تكمن أيضًا وراء العدوان تجاه المجموعات الخارجية.) | إلى أعضاء المجموعة الداخلية: القدرة على الإيثار العام، والتصرف كـ "السامري الصالح"، والمفاهيم المعرفية للعدالة والأخلاق وحقوق الإنسان. إلى أعضاء المجموعة الخارجية: القدرة على كراهية الأجانب، والعنصرية، والحروب، والإبادة الجماعية. |
| مجموعات كبيرة / ثقافة                                 | كيف تُنقل المعلومات عبر المسافات والأزمنة؟                                                                                      | ريتشارد دوكينز (1976)، سوزان بلاكمور (2000)، بويد و ريتشيرسون (2004) | اختيار الميميات/ علم التطور الثقافي/ نظرية الوراثة المزدوجة الجينات ليست المكررات الوحيدة الخاضعة للتغير التطوري. يمكن للخصائص الثقافية، والتي يشار إليها أيضًا باسم "الميمات" (مثل الأفكار والطقوس والألحان والهوايات الثقافية، وما إلى ذلك)، أن تتكاثر وتنتشر من دماغ إلى دماغ، وينطبق الكثير من نفس المبادئ التطورية التي تنطبق على الجينات على الميمات أيضًا. قد تتطور الجينات والميمات معًا في بعض الأحيان ("التطور المشترك بين الجينات والثقافة"). | اللغة والموسيقى والثقافة المستحضرّة، وما إلى ذلك. بعض المنتجات الثانوية المحتملة، أو "الاستخدامات الثانوية"، للغة قد تشمل الكتابة والقراءة والرياضيات، وما إلى ذلك.                                                                    |

## النظريات التطورية الوسطية
النظريات التطورية الوسطية تتسق مع النظرية التطورية العامة، لكنها تركز على مجالات معينة من الوظائف. قد تكون فرضيات علم النفس التطوري المحددة مشتقة من نظرية وسطية. ساهم روبرت تريفيرس وروبرت آرثر وإدوارد ويلسون بثلاث نظريات تطورية وسطية مهمة جدًا.
- نظرية صراع الوالد والذرية [الإنجليزية] تستند إلى حقيقة أنه على الرغم من أن الوالد وذريته مرتبطان وراثيًا بنسبة 50٪، إلا أنهما يختلفان وراثيًا بنسبة 50٪ أيضًا. كل شيء متساوٍ، يرغب الوالد في توزيع موارده بالتساوي بين ذريته، بينما قد يرغب كل ذرية في الحصول على المزيد لنفسها. علاوة على ذلك، قد ترغب الذرية في الحصول على المزيد من الموارد من الوالد أكثر مما يرغب الوالد في إعطائه. في جوهرها، يشير صراع الوالد والذرية إلى صراع المصالح التكيفية بين الوالد والذرية. ومع ذلك، إذا لم يكن كل شيء متساويًا، فقد ينخرط الوالد في استثمار تمييزي تجاه جنس واحد أو آخر، اعتمادًا على حالة الوالد.
- فرضية تريفرس-ويلارد، والتي تقترح أن الآباء سيستثمرون أكثر في الجنس الذي يمنحهم أكبر عائد تكاثري (الأحفاد) مع زيادة الاستثمار أو هامشه. الإناث هن المستثمرون الأبويون الأثقل في نوعنا. وبسبب ذلك، تتمتع الإناث بفرصة أفضل للتكاثر مرة واحدة على الأقل مقارنة بالذكور، لكن الذكور في حالة جيدة لديهم فرصة أفضل لإنتاج أعداد كبيرة من النسل أكثر من الإناث في حالة جيدة. وبالتالي، وفقًا لفرضية تريفرس-ويلارد، من المتوقع أن يفضل الآباء في حالة جيدة الاستثمار في الأبناء، ومن المتوقع أن يفضل الآباء في حالة سيئة الاستثمار في البنات.
- نظرية انتقاء آر/كيه والتي تتعلق، في علم البيئة، باختيار السمات في الكائنات الحية التي تسمح بالنجاح في بيئات معينة. الأنواع آر-منتخبة، أي الأنواع في البيئات غير المستقرة أو غير المتوقعة، تنتج العديد من النسل، ولكل منها احتمال ضئيل للبقاء على قيد الحياة حتى سن الرشد. على النقيض من ذلك، تستثمر الأنواع كيه-منتخبة، أي الأنواع في البيئات المستقرة أو المتوقعة، بشكل أكبر في عدد أقل من النسل، ولكل منها فرصة أفضل للبقاء على قيد الحياة حتى سن الرشد.
- نظرية تاريخ الحياة تفترض أن جدول زمني ومدة الأحداث الرئيسية في حياة الكائن الحي تُشكله بواسطة الانتقاء الطبيعي لإنتاج أكبر عدد ممكن من النسل الناجي. بالنسبة لأي فرد معين، تكون الموارد المتاحة في أي بيئة معينة محدودة. الوقت والجهد والطاقة المستخدمة لغرض واحد يقلل من الوقت والجهد والطاقة المتاحة لآخر. تشمل أمثلة بعض خصائص تاريخ الحياة الرئيسية: العمر عند أول حدث تكاثري، وعمر الحياة التناسلي والشيخوخة، وعدد وحجم النسل. تعكس الاختلافات في هذه الخصائص تخصيصات مختلفة لموارد الفرد (أي الوقت والجهد وإنفاق الطاقة) لوظائف الحياة المتنافسة. على سبيل المثال، تقترح نظرية التعلق أن انتباه مقدم الرعاية في مرحلة الطفولة المبكرة يمكن أن يحدد نمط الارتباط البالغ في وقت لاحق. أيضًا، وجد جاي بيلسكي وآخرون أدلة على أنه إذا كان الأب غائبًا عن المنزل، فإن الفتيات يصلن إلى أول حيض مبكرًا ولديهن أيضًا علاقات جنسية قصيرة المدى أكثر كنساء.[19]